# Emperor (EP)
Emperor är black metal-blandet Emperors första EP, utgiven 1993. Albumet återutgavs senare som en split med Enslaved, där de senare bidrog med sin debut-EP Hordanes Land.

## Låtlista
1. I am the Black Wizards
2. Wrath of the Tyrant
3. Night of the Graveless Souls
4. Cosmic Keys to my Creations and Times